# 逸隐啜
逸隐啜（?—?），乌介可汗时回鹘汗國宰相。
乌介可汗被唐朝擊敗后，部众渐渐减少，有的到幽州請降，留下有的离散，有的冻饿而死，十万人余下的已不及三千人。乌介可汗嫁妹与室韦，收納所余部众去依附黑车子室韦，逸隐啜跟隨乌介可汗。唐朝命爱邪勿（李弘顺）、银州刺史何清朝穷追。李弘顺厚利黑车子，募杀乌介可汗。回鹘国相逸隐啜出身黑車子，在金山将乌介可汗杀死。立乌介可汗的弟弟特勒遏捻为可汗。